# 长人列表
长人列表，列舉宣称身高超过2.29米（7呎6吋）的人。

## 男性
已過世  在世  爭議
| 國籍     | 身高  | 姓名                    | 備注                                                                             | 壽命           |
| -------- | ----- | ----------------------- | -------------------------------------------------------------------------------- | -------------- |
| 美国     | 272cm | 羅伯特·潘興·瓦德羅      | 是现代史上有记录的最高人（1918年2月22日－1940年7月15日）。                       | 1918年－1940年 |
| 美国     | 267cm | 约翰·罗干               | 最高非籍美國人 （1868年－1905年）                                                | 1868年－1905年 |
| 美国     | 264cm | 约翰·F·卡羅爾           | 站著身高224cm，如果脊柱彎曲正常有264cm。                                         | 1932年－1969年 |
| 乌克兰   | 257cm | 列昂尼德·斯塔德尼克     | 沒有正式承認金氏世界紀錄，因為他拒絕按照他們的標準來衡量。                       | 1970年－2014年 |
| 芬兰     | 251cm | Väinö Myllyrinne        | 有記錄的在歐洲出世的最高的人。                                                   | 1909年－1963年 |
| 土耳其   | 251cm | 蘇尔坦·科森             | 土耳其人，目前金氏世界記錄在世最高男性的新紀錄保持人                             | 1982年－       |
| 美国     | 249cm | 伯納德·柯尼             |                                                                                  | 1897年－1921年 |
| 美国     | 249cm | 丹·克勒                 |                                                                                  | 1925年－1981年 |
| 印度     | 249cm | Vikas Uppal             | 最高的印度籍要求提出者                                                           | 1985年－2007年 |
| 德国     | 246cm | 尤利烏斯·柯霍           |                                                                                  | 1872年－1906年 |
| 爱尔兰   | 246cm | 帕特里克·科特·奧布萊恩  | 布里斯托巨人，愛爾蘭巨人。最早確認的長人                                         | 1760年－1806年 |
| 莫桑比克 | 246cm | Gabriel Estêvão Monjane | 金氏世界紀錄把他列入從1988年－1990年最高的人，也許是有記錄的在非洲出世的最高的人 | 1944年－1990年 |
| 利比亞   | 245cm | 蘇萊曼·阿里·那希那希    | 他是利比亞最高的籃球選手                                                         | 1943年－1991年 |
| 德国     | 244cm | Anton de Franckenpoinct | 生活於三十年戰爭期間                                                             | 1588年－1632年 |
| 中國     | 242cm | 張俊才                  | 在世最高的中國人                                                                 | 1966年－       |
| 波多黎各 | 242cm | Felipe Birriel          | 生活過最高的波多黎各人                                                           | 1916年－1994年 |
| 苏联     | 239cm | 亞歷山大·塞澤奈克       | 蘇聯的籃球選手                                                                   | 1959年－2012年 |
|          | 238cm | 谷歌·卡西               | 史上最高克羅埃西亞人                                                             | 1892年－1918年 |

## 已證實

### 272cm
- 羅伯特·潘興·瓦德羅（Adam）─目前是现代史上有记录的最高人（1918年－1940年）。[1]

### 268cm
- 约翰·罗干──最高非裔美國人 (1868年－1905年)[2]

### 262cm
- 克利夫·汤姆森──最高的斯堪的納維亞人。(1904年－1955年)[6][7][8][9]

### 258cm
- 列昂尼德·斯塔德尼克──（1970年－2014年）從2007年8月7日由吉尼斯認可，但拒絕吉尼斯世界紀錄量測身高。

### 255cm
- 王丰军──(1980年－2015年)中國人，出生在中國河南省三門峽市。曾被譽為「世界第一高人」。

### 253cm
- Ajaz Ahmed— 最高的巴基斯坦裔要求提出者[10]

### 252cm
- Edouard Beaupré（英语：Edouard Beaupré）
- Bernard Coyne（英语：Bernard Coyne (giant)）
- Don Koehler（英语：Don Koehler）

### 251cm
- Vikas Uppal（英语：Vikas Uppal）— 最高的印度籍要求提出者[5]
- 蘇爾坦·科森──土耳其人，目前金氏世界記錄在世最高男性的新紀錄保持人。[11]

### 248cm
- Väinö Myllyrinne（英语：Väinö Myllyrinne）──有記錄的在歐洲出世的最高的人。[4]
- 曾金蓮—（1964年－1982年）中國人。吉尼斯世界紀錄確定的世界上身高最高的女性。

### 246cm
- Gabriel Estêvão Monjane（英语：Gabriel Estêvão Monjane）──根據金氏世界紀錄大全在1988年至1989年為最高的人[12]
- Patrick Cotter O'Brien（英语：Patrick Cotter O'Brien）──有記錄的最高的艾琳人。(1760-1806)[13][14]
- 趙亮[15]

### 245cm
- Suleiman Ali Nashnush（英语：Suleiman Ali Nashnush）──他認為是最高的利比亞和最高的籃球運動員被記錄。

### 244cm
- 豪爾赫·岡薩雷斯（Jorge González）──(1966年－2010年) 世界上最高的摔角選手 活躍於WWF(現今WWE前身)
- Mounir Fourar（英语：Mounir Fourar）
- Aurangzeb Khan（英语：Aurangzeb Khan）
- 张俊才──中國人。
- 詹世釵──（1841年12月20日－1893年11月5日）中國人，字玉軒，乳名五九，有「中國巨人」（Chang the Chinese Giant）之稱。

### 238cm
- 張歡──中國人。山東省棗莊市薛城區人。

### 236cm
- 鮑喜順—金氏世界紀錄（於2005年1月15日獲得認證）。[16]

- 孫明明— IBL（英语：International Basketball League）籃球運動員。[17]

- 拿希爾－ 巴基斯坦人，曾為世界第一長人，現為巴基斯坦第一長人。

### 234cm
- 姚德芬—（1972年－2012年）中國人。吉尼斯世界紀錄認證。

### 233cm
- 保羅·史特奇斯— 哈林籃球隊成員，現今世上最高籃球員。

### 232cm
- Hussain Bisad（英语：Hussain Bisad）（Hussein Bisad）—索馬里出生，原金氏紀錄最大手的人，後被蘇爾坦·科森超越。

### 231cm
- 馬努特·波爾（Manute Bol）—NBA史上最高的長人（1962年－2010年）
- 肯尼‧喬治（Kenny George）—NCAA史上最高球員，後因腳拇指開刀，斷送籃球生涯。

### 230cm
- 山繆·迪哥拉（Samuel Deguara）—馬爾他男子籃球運動員。

### 229cm
- 姚明—中國籃球運動員，曾效力NBA的休斯頓火箭隊（2011年宣佈退休）。[18]

### 226cm
- 西姆·布拉—印度裔加拿大籃球運動員。
- 維克多•文班亞馬—法國籍籃球運動員，現為NBA聖安東尼奧馬刺隊隊員

### 220cm
- 張英武—軍人、籃球員、警衛（1921年－1984年）
- 張金國—新北市八里渡船頭擔任保全人員，台灣最高的男人。（1971年－2011年）

### 218cm
- 卡里姆·阿布都·賈霸（Kareem Abdul-Jabbar）—NBA50大巨星1995.[19]

- 迪肯貝·穆湯波（Dikembe Mutombo）—[20]

### 216cm
- 華特·張伯倫（Wilt Chamberlain）—NBA50大巨星[21]
- 俠客·歐尼爾（Shaquille O'Neal）—NBA50大巨星[22]
- 大衛·羅賓森（David Robinson）—NBA50大巨星[23]
- 王治郅——第一位来自亚洲的NBA球员
- 達利普·辛格·拉那（ਦਲੀਪ ਸਿੰਘ ਰਾਨਾ）—是世界摔角娛樂（WWE）旗下摔角明星。
- 伊恩·懷特（英语：Ian Whyte (actor)），英格蘭威爾斯演員、特技演員、前籃球手。

### 213cm
- 派翠克·尤恩（Patrick Ewing）—NBA50大巨星[24]
- 保羅·加索（Pau Gasol）—[25]
- 哈基姆·歐拉朱萬（Hakeem Abdul Olajuwon）—NBA50大巨星[26]
- 易建聯—前NBA球員，現轉職CBA。[27]
- 布魯克‧羅培茲（Brook Lopez）—現為NBA密爾瓦基公鹿隊球員。[28]
- 德克‧諾維斯基（Dirk Nowitzki）—退役NBA達拉斯小牛隊球員。
- 保羅‧懷特（Paul Wight）—是世界摔角娛樂（WWE）旗下摔角明星。
- 格倫‧雅各斯（Glenn Jacobs）—是世界摔角娛樂（WWE）旗下摔角明星。
- 柯南·史蒂文斯（英语：Conan Stevens），澳大利亞演員、特技演員、作家、前拳擊手。

## 相关
巨人列表